# George Akerlof
George Arthur Akerlof (New Haven, EUA, 7 de juny de 1940) és un economista i professor universitari estatunidenc guardonat amb el Premi del Banc de Suècia de Ciències Econòmiques en memòria d'Alfred Nobel l'any 2001.

## Biografia
Va néixer el 17 de juny de 1940 a la ciutat de New Haven, població situada a l'estat nord-americà de Connecticut, fill d'un immigrant suec i una nord-americana de religió jueva. Va estudiar economia a la Universitat Yale, on es va graduar el 1962, i posteriorment realitzà el seu doctorat a l'Institut Tecnològic de Massachusetts l'any 1966.
Professor de la London School of Economics actualment és professor d'economia a la Universitat de Berkeley.

## Recerca econòmica
En el seu article de 1970 "The Market for Lemons: Quality Uncertainty and the Market Mechanism" ("El Mercat de Llimones: Incertesa en les qualitats i el Mecanisme de Mercat"), publicat al Quarterly Journal of Economics, proposa un model d'informació asimètrica, que definiria el mercat d'automòbils de segona mà. En ell, es dona una asimetria entre el venedor del cotxe (que coneix la qualitat del seu vehicle) i el comprador, que només pot observar el preu al que es ven, però que desconeix l'estat en el qual es troba. Això dificulta enormement la possibilitat d'intercanvis, podent donar-se el cas extrem que no arribi a existir un mercat. Segons Akerlof el problema resideix en què els propietaris de cotxes de mala qualitat (coneguts com a "lemons" als Estats Units), intentaran fer passar els seus vehicles per uns altres que es troben en bon estat. Al no poder diferenciar les qualitats, els compradors poden arribar a no realitzar les transaccions.
Posteriorment a "Efficiency Wage Models of the Labor Market" ("Models salarials eficients del Mercat de treball"), Akerlof i el seu coautor i actual esposa, Janet Yellen, proposen un model de racionalitat per a la hipòtesi dels salaris d'eficiència, en la qual les empreses paguen salaris per sobre dels de buidament de mercat, en contradicció amb les conclusions del model econòmic neoclàssic.
L'any 2001 fou guardonat amb el Premi del Banc de Suècia de Ciències Econòmiques, juntament amb Michael Spence i Joseph Stiglitz, per les seves anàlisis dels mercats amb informació asimètrica.